# Bisdom Lashio
Het bisdom Lashio (Latijn: Dioecesis Lashioensis) is een rooms-katholiek bisdom met als zetel Lashio, in Myanmar. Het bisdom is suffragaan aan het aartsbisdom Mandalay. 

## Geschiedenis
Het bisdom werd opgericht op 20 november 1975, als de apostolische prefectuur Lashio, uit delen van de bisdommen Kengtung en Myitkyina. Op 7 juli 1990 werd het verheven tot bisdom. 

## Parochies
Het bisdom had in 2021 een oppervlakte van 60.559 km2 en telde 2.670.385 inwoners waarvan 1,1% rooms-katholiek was.

## Ordinarii

### Prefecten
- John Jocelyn Madden (20 november 1975 - 19 december 1985)

### Bisschoppen
- Charles Maung Bo (prefect: 16 mei 1986, bisschop: 7 juli 1990 - 13 maart 1996; apostolisch administrator: 16 maart 1996 - 3 apr 1998, kardinaal in 2015)
- Philip Lasap Za Hawng (3 april 1998 - 24 juni 2020)
- Lucas Jeimphaung Dau Ze (24 juni 2020 - heden; coadjutor sinds 18 oktober 2019)

## Galerij van afbeeldingen

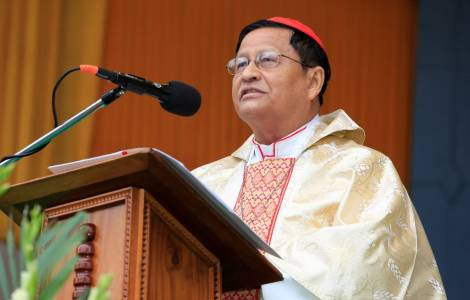
Bisschop Charles Maung Bo (1986-1996), de eerste bisschop, kardinaal in 2015
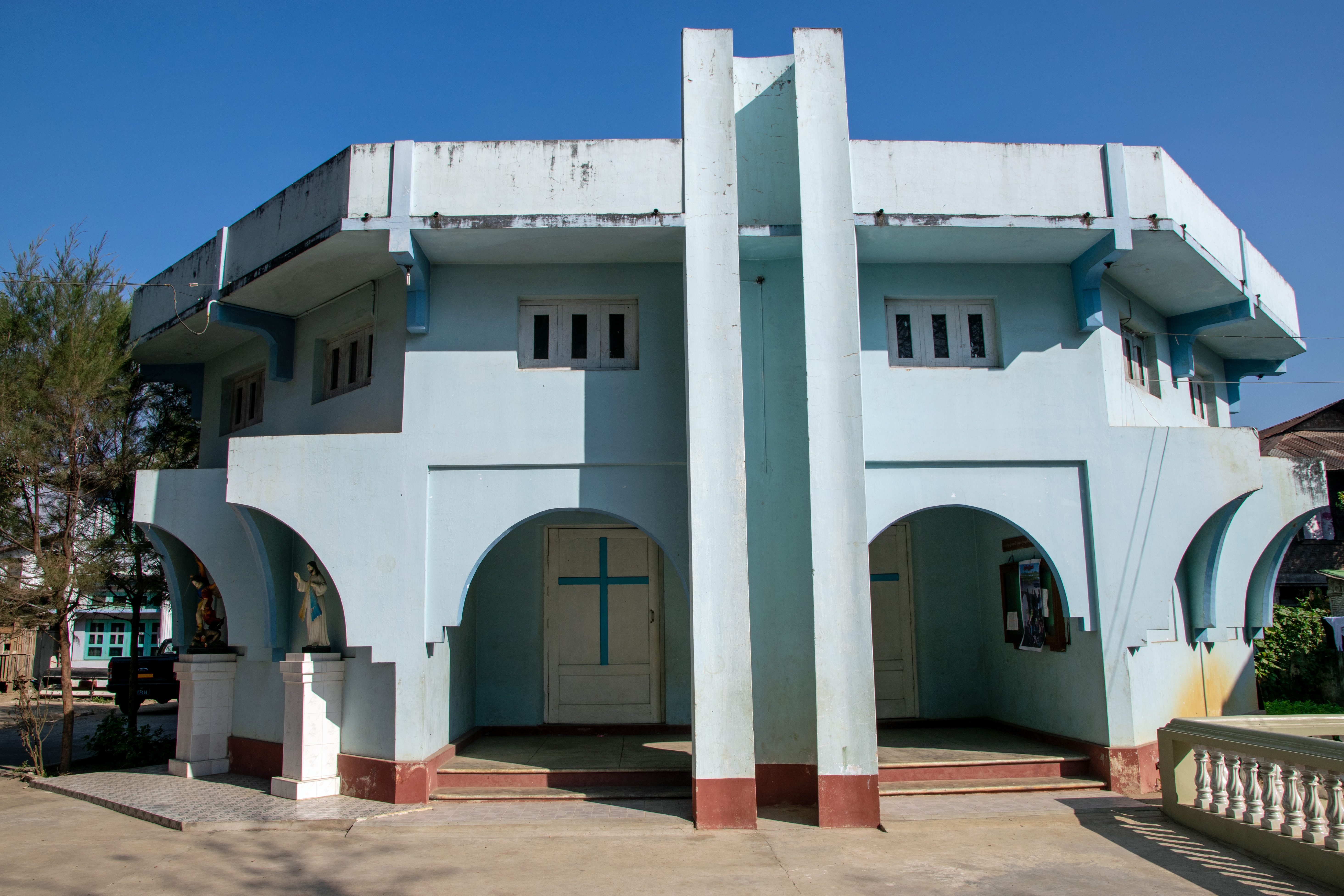
Kerk in Hsipaw